# Desa Cibuluh (administrativ by i Indonesien, lat -6,56, long 106,82)
Desa Cibuluh är en administrativ by i Indonesien.   Den ligger i provinsen Jawa Barat, i den västra delen av landet, 40 km söder om huvudstaden Jakarta.